# Ana Morgade
Ana María Morgade Pérez (Madrid, 8 de noviembre de 1979), conocida como Ana Morgade o La Morgan,, es una presentadora, humorista, actriz española. Desde septiembre de 2009 hasta junio de 2011 fue parte del elenco habitual del late show español Buenafuente, emitido en el canal de televisión La Sexta. Anteriormente participó en el informativo satírico Estas no son las noticias junto con el humorista Quequé, en la cadena de televisión Cuatro. En noviembre de 2013 se incorporó como tertuliana en el programa Zapeando. A finales de octubre de 2013 se convierte en colaboradora de El hormiguero. Desde 2015 y hasta 2016, participó como concursante en el programa de imitaciones Tu cara me suena de Antena 3, quedando cuarta clasificada.

## Trayectoria
Nació en Madrid en el 8 de noviembre de 1979. Se licenció en Comunicación Audiovisual por la Universidad Complutense de Madrid. Recibió formación como actriz en la escuela de Cristina Rota.
Sus comienzos estuvieron ligados a obras de improvisación, dentro de compañías teatrales como Impromadrid, Imprebís y Jamming, entre otras.
Su debut televisivo se produjo en marzo de 2007, en el programa de humor Esta tarde con esta gente, del canal de televisión Cuatro, cancelado tras dos emisiones. Posteriormente, en verano de 2008, participa en el programa Con un par... de bromas, de Televisión Española, presentado por Javier Capitán.
En septiembre de 2008, retorna al canal televisivo Cuatro, donde copresenta junto a Quequé el informativo satírico Estas no son las noticias. El programa se prolongó durante 108 emisiones, hasta mayo de 2009. De forma paralela, entre marzo y abril de 2009 participó en tres programas de la versión española de Saturday Night Live. En mayo de 2009 fue una de las protagonistas de la serie Bicho malo (nunca muere), de Antena.Neox, durante varios episodios, en el papel de Cecilia.
En septiembre de 2009 se anunció la incorporación de Ana Morgade al programa Buenafuente, de La Sexta, que se hizo efectiva el día 21 de septiembre.
En Nochevieja de 2009 presentó, junto a Berto Romero, el programa de las campanadas de fin de año de La Sexta, titulado Cómo superar el Fin de Año. En Nochevieja de 2010 las volvió a dar con Berto Romero.
En 2010 participó en la TV movie Cuatro estaciones, de Marcel Barrena.
En octubre de 2011 y tras estar alejada de la televisión desde el final de Buenafuente, estrena el programa Frikiliks donde interpreta a @Beibe81. Un mes más tarde empieza a copresentar con Silvia Abril Las noticias de las 2, ambas producciones en la cadena Cuatro y retiradas poco después por falta de audiencia.
En 2012 empieza a colaborar en el programa de radio A vivir que son dos días de la Cadena Ser, en la sección Los cómicos.
En cuanto a su trabajo en el teatro, Morgade participó junto a Berto Romero, Andreu Buenafuente y José Corbacho en el espectáculo Terrat Pack, y recientemente en Nuevo Catch de Impro, un proyecto teatral basado en la improvisación de los actores. También ha ejercido como ayudante de dirección con la obra de Yasmina Reza, Arte, estrenada en el Teatro Sánchez Aguilar de Ecuador y dirigida por Jaime Tamariz. En noviembre de 2012 vuelve a colaborar, como actriz, con Tamariz en la obra Frankenstein, estrenada también en el Sánchez Aguilar.
En 2013, Ana Morgade fichó por la tercera temporada de la serie Con el culo al aire que se emitió en la cadena Antena 3.
A finales de 2013 se une al programa de La Sexta, Zapeando, una tertulia desenfadada sobre los últimos acontecimientos sociales vistos desde el mundo de la televisión.
Desde septiembre de 2014 participa en el programa Anda ya de la emisora musical del Grupo Prisa, Los 40 principales. En ese mismo año participó como madrina en el programa de televisión española El pueblo más divertido.
El 8 de septiembre de 2015 se estrena en La 1 la serie Olmos y Robles, protagonizada por Pepe Viyuela y Rubén Cortada, en la que interpreta a Catalina. Desde el 18 de septiembre de ese mismo año y hasta el 22 de enero de 2016 concursó en el talent show Tu cara me suena de Antena 3, donde quedó en cuarta posición.
También desde 2015 es una colaboradora habitual del programa de Antena 3, El hormiguero.
El 30 de diciembre de 2015, presentó desde la Puerta del Sol las precampanadas de Neox llamadas Feliz 10 años Neox con Miki Nadal.
En 2016 toma el relevo de Alexandra Jiménez y se convierte en la nueva presentadora de El Club de la Comedia en La Sexta.
En septiembre de 2016 presenta en el Festival de Televisión de Vitoria la segunda temporada de la serie Olmos y Robles para televisión española.
Desde febrero de 2018 participa en el reparto de la serie de Antena 3 Cuerpo de élite, la adaptación de la taquillera película, como una de las protagonistas junto con Cristina Castaño, Joaquín Reyes, Antonio Garrido, El Langui, Canco Rodríguez, entre otros.
El 10 de febrero de 2018 ejerció de pregonera de los Carnavales de Águilas (Murcia).
En 2019 aparece en los teatros lleva a cabo Morgadeces, un espectáculo de monólogos que realiza en Madrid y Barcelona.

## Vida privada
El 16 de marzo de 2021 nació su primera hija, Martina.

## Filmografía

### Programas de televisión
| Año       | Título                          | Cadena      | Rol                          |
| --------- | ------------------------------- | ----------- | ---------------------------- |
| 2007      | Esta tarde con esta gente       | Cuatro      | Colaboradora                 |
| 2008      | Con un par de bromas            | TVE         | Colaboradora                 |
| 2008-2009 | Estas no son las noticias       | Cuatro      | Colaboradora                 |
| 2009-2011 | Buenafuente                     | La Sexta    | Colaboradora                 |
| 2009-2011 | Campanadas de fin de año        | La Sexta    | Presentadora                 |
| 2011      | Frikilis                        | Neox        | Presentadora                 |
| 2011      | Las noticias de las 2           | Cuatro      | Presentadora                 |
| 2012-2014 | El club de la comedia           | La Sexta    | Monologuista                 |
| 2013-2019 | Zapeando                        | La Sexta    | Colaboradora                 |
| 2014      | El pueblo más divertido         | TVE         | Colaboradora                 |
| 2015-2016 | Tu cara me suena 4              | Antena 3    | Concursante: 4.ª clasificada |
| 2015-2020 | El hormiguero 3.0               | Antena 3    | Colaboradora                 |
| 2015      | Feliz 10 años Neox              | Neox        | Presentadora                 |
| 2016-2017 | El Club de la comedia           | La Sexta    | Presentadora                 |
| 2016      | Tu cara me suena 5              | Antena 3    | Invitada (Gala 1)            |
| 2017      | Tu cara no me suena todavía     | Antena 3    | Invitada (Gala 2)            |
| 2018      | Top 50                          | Antena 3    | Colaboradora                 |
| 2021      | La noche D                      | TVE         | Invitada (Programa 4)        |
| 2022      | True Story España               | Prime Video | Presentadora                 |
| 2023      | Tu cara me suenaː Gala de Reyes | Antena 3    | Concursante: 7.ª clasificada |
| 2023      | Vamos a llevarnos bien          | TVE         | Presentadora                 |
| 2025      | Al cielo con ella               | TVE         | Invitada y colaboradora      |

### Programas de radio
| Año       | Título                 | Cadena    | Rol          |
| --------- | ---------------------- | --------- | ------------ |
| 2019-2022 | Yu: no te pierdas nada | Europa FM | Presentadora |

### Series de televisión
| Año         | Título                    | Personaje                | Cadena      | Notas                  |
| ----------- | ------------------------- | ------------------------ | ----------- | ---------------------- |
| 2009        | Bicho malo (nunca muere)  | Cecilia                  | Neox        | 40 episodios           |
| 2010        | Cuatro estaciones         | La madre soltera         | Canal Nou   | Película de televisión |
| 2014        | Con el culo al aire       | Begoña                   | Antena 3    | 16 episodios           |
| 2015 - 2016 | Olmos y Robles            | Catalina «Cata» Fresneda | La 1        | 18 episodios           |
| 2018        | Cuerpo de élite           | Montserrat «Montse» Gil  | Antena 3    | 12 episodios           |
| 2019        | Terror y feria            | Bibiana                  | Flooxer     | Episodio: «Casa Rural» |
| 2022        | Días mejores              | Julia                    | Prime Video | 4 episodios            |
| 2024        | Serrines, madera de actor | Presentadora premios     | Prime Video | 2 episodios            |
| 2024        | 4 estrellas               | Mabela                   | La 1        | 18 episodios           |

### Cine
| Año  | Título              | Personaje           | Director               | Notas                       |
| ---- | ------------------- | ------------------- | ---------------------- | --------------------------- |
| 2016 | En tu cabeza        | Chef                | Daniel Sánchez Arévalo | Segmento: «Suegro y suegra» |
| 2019 | Bajo el mismo techo | Directora del banco | Juana Macías           | Papel de reparto            |

### Cortometrajes
| Año  | Título                             | Personaje  | Director              | Notas            |
| ---- | ---------------------------------- | ---------- | --------------------- | ---------------- |
| 2013 | La gallina manda                   | Psicóloga  | Héctor Beltrán Gimeno | Papel principal  |
| 2014 | Sólo sabes hacer el amor           | Novia      | Manu Bueno            | Papel principal  |
| 2018 | Asesinato en el Hormiguero Express | Ella misma | Pablo Motos           | Papel de reparto |

### Teatro
| Año       | Título                      |
| --------- | --------------------------- |
| 2005      | El hombre probable          |
| 2006      | Jamming                     |
| 2006-2009 | Princesas Busconas          |
| 2007      | Misogi-no!                  |
| 2007-2009 | Musicall                    |
| 2009      | Tarambarra                  |
| 2011      | Las Criadas                 |
| 2011      | Nueva cancha de Impro       |
| 2011-2012 | Terrat Pack                 |
| 2012      | Frankenstein                |
| 2013      | Las Rusas                   |
| 2014      | Improkombat de Jamming      |
| 2014      | El club de la comedia Woman |
| 2015-2016 | Morgadeces                  |
| 2024-2025 | Mentes Peligrosas           |